# Будківська сільська рада (Кременецький район)
Бу́дківська сільська́ ра́да — адміністративно-територіальна одиниця та орган місцевого самоврядування у Кременецькому районі Тернопільської області. Адміністративний центр — село Будки.

## Загальні відомості
- Територія ради: 40,43 км²
- Населення ради: 2 181 особа (станом на 2001 рік)

## Населені пункти
Сільській раді були підпорядковані населені пункти:
- с. Будки
- с. Комарівка
- с. Валігури

## Склад ради
Рада складалася з 15 депутатів та голови.
- Голова ради: Яворський Мирон Миронович
- Секретар ради: Зубкевич Надія Григорівна

### Керівний склад попередніх скликань
| Прізвище, ім'я, по батькові | Основні відомості                                                 | Дата обрання | Дата звільнення |
| --------------------------- | ----------------------------------------------------------------- | ------------ | --------------- |
| Яворський Мирон Миронович   | Сільський голова, 1953 року народження, освіта вища, безпартійний | 26.03.2006   | 31.10.2010      |
| Яворський Мирон Миронович   | Сільський голова, 1953 року народження, освіта вища, безпартійний | 31.10.2010   |                 |

Примітка: таблиця складена за даними сайту Верховної Ради України

### Депутати
За результатами місцевих виборів 2010 року депутатами ради стали:

#### За суб'єктами висування
| Суб'єкт висування | Кількість обраних депутатів | %   |
| ----------------- | --------------------------- | --- |
| Самовисування     | 16                          | 100 |

#### За округами
| № округу | Прізвище, ім'я, по батькові     | Дата визнання обраним | Освіта  | Партійна приналежність                        | Відомості про обраного депутата                      |
| -------- | ------------------------------- | --------------------- | ------- | --------------------------------------------- | ---------------------------------------------------- |
| 1        | Савчук Віктор Павлович          | 02.11.2010            | вища    | член Політичної партії «Наша Україна»         | Будківська сільська рада, спеціаліст- землевпорядник |
| 2        | Дворнік Микола Степанович       | 02.11.2010            | середня | позапартійний                                 | тимчасово не працює                                  |
| 3        | Пянтковський Олександр Павлович | 02.11.2010            | вища    | позапартійний                                 | МВС в Рівненській обл, дільничий                     |
| 4        | Ковальчук Василь Стахович       | 02.11.2010            | середня | позапартійний                                 | тимчасово не працює                                  |
| 5        | Зубкевич Галина Петрівна        | 02.11.2010            | вища    | член Всеукраїнського об'єднання «Батьківщина» | Будківська загальноосвітня школа, вчитель            |
| 6        | Кубик Василь Іванович           | 02.11.2010            | середня | позапартійний                                 | приватний підприємець                                |
| 7        | Зубкевич Надія Григорівна       | 02.11.2010            | вища    | член Народної партії                          | Будківська сільська рада, секретар                   |
| 8        | Каміський Степан Меодійович     | 02.11.2010            | середня | позапартійний                                 | пенсіонер                                            |
| 9        | Циганюк Ростислав Петрович      | 02.11.2010            | середня | позапартійний                                 | Будківська сільська рада, прибиральник               |
| 10       | Пацула Валентина Сергіївна      | 02.11.2010            | середня | позапартійна                                  | Будківська сільська рада, зав.клубом с. Валігури     |
| 11       | Благовірний Олександр Федорович | 02.11.2010            | середня | член Народної партії                          | тимчасово не працює                                  |
| 12       | Богута Бронеслав Іванович       | 02.11.2010            | середня | позапартійний                                 | тимчасово не працює                                  |
| 13       | Сотнічук Роман Костянтинович    | 02.11.2010            | вища    | позапартійний                                 | Почаїв ВПУ- 21, майстер                              |
| 14       | Шелестинюк Ірина Ананівна       | 02.11.2010            | середня | член Народної партії                          | тимчасово не працює                                  |
| 15       | Шелест Юрій Ананійович          | 02.11.2010            | вища    | позапартійний                                 | КРЛП"Кремліс", лісник                                |
| 16       | Тивонюк Іван Ананійович         | 03.01.2011            | середня | позапартійний                                 | тимчасово не працює                                  |